# Cochevis de Malabar
Galerida malabarica
Espèce
Statut de conservation UICN

 LC  : Préoccupation mineure
Le Cochevis de Malabar (Galerida malabarica) est une espèce de passereaux appartenant à la famille des Alaudidae.
Il s'agit d'une alouette, assez petite, légèrement plus petite que l'Alouette des champs. Elle a une longue crête érectile. Elle est plus grise que l'alouette des champs, et n'a pas, comme le bout des ailes et de la queue blancs.
Elle niche sur le sol, où elle pond deux ou trois œufs.
Elle se nourrit de graines et d'insectes, ces derniers surtout en saison de reproduction.

## Répartition
Elle habite l'ouest de l'Inde.

## Habitat
C'est un oiseau commun de pays ouvert, la culture et de broussailles, souvent à une certaine altitude.